# Еврейская жизнь (Сибирь-Палестина)
«Еврейская жизнь» (до 4 января 1925 г. «Сибирь-Палестина» — еженедельная общественно-литературная газета на русском языке, посвященная еврейским вопросам и, в частности, еврейской жизни на Дальнем Востоке.
Издавалась в 1921-43 годах в Харбине (до 21-го номера — в Иркутске). Журнал стал печатным органом Сионистской организации и Национального Совета евреев Дальнего Востока.
Главный редактор — Абрам Иосифович Кауфман.
Среди авторов, публиковавшихся в газете — Иосиф Бер Шехтман (под разными псевдонимами), «правая рука» и биограф Жаботинского.